# بروطيا إكليلية
بروطيا إكليلية (الاسم العلمي:Protea coronata) هو نوع من النباتات يتبع جنس البروطيا من الفصيلة البروطية.